# Giuseppe Tonelli

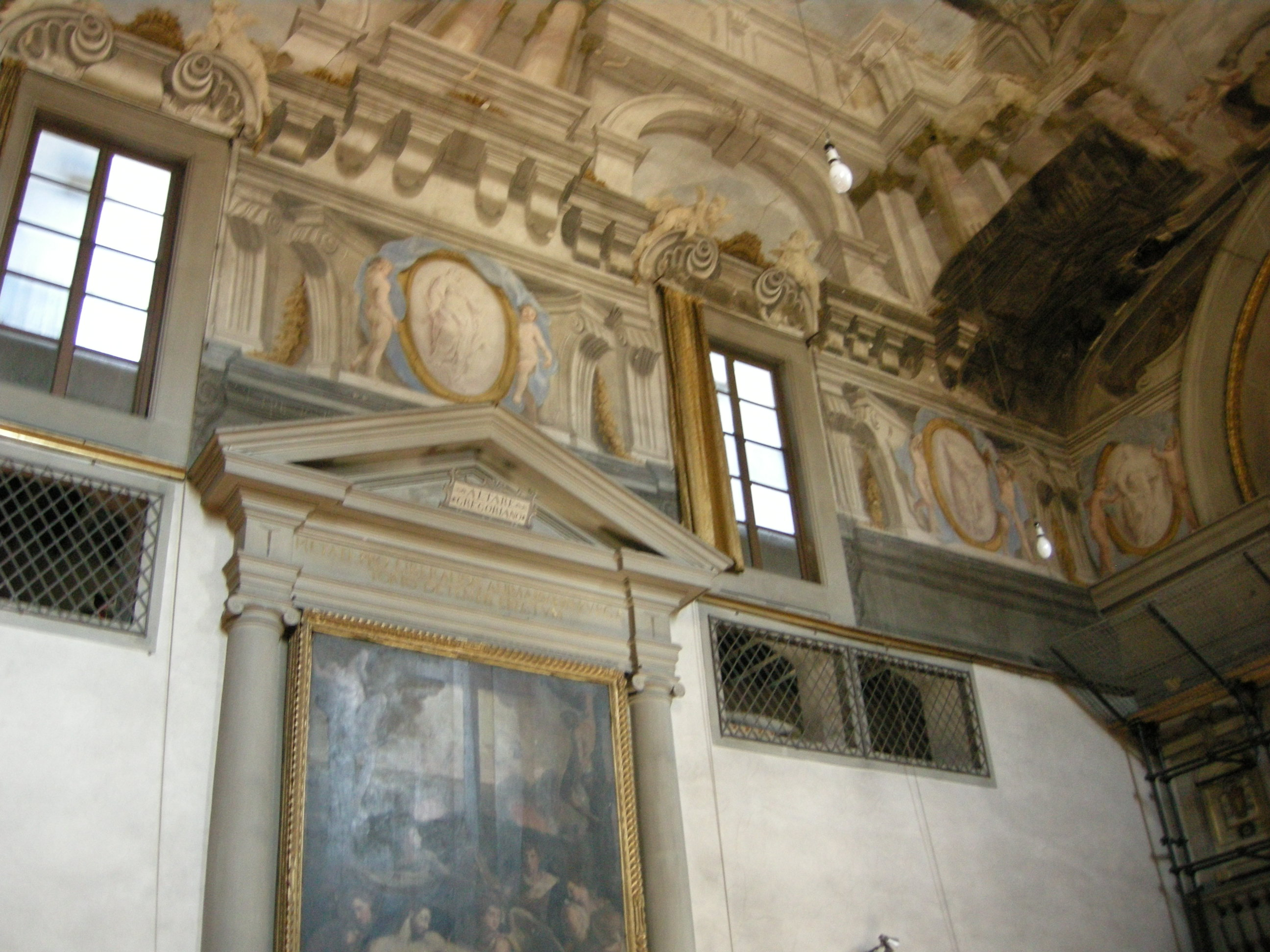
Soffitto della Chiesa di Sant'Egidio, Firenze

Giuseppe Tonelli (Firenze, 30 ottobre 1668 – Firenze, 1732) è stato un pittore italiano specializzato nelle quadrature e prospettive architettoniche decorative.

## Vita e opere
Giuseppe Tonelli fu un pittore quadraturista italiano attivo principalmente a Firenze. Fu allievo di Jacopo Chiavistelli, il più celebre quadraturista del Seicento toscano e a Bologna di Tommaso Aldrovandini.
Collaborò con i migliori frescanti fiorentini del periodo, in particolare, le sue opere più celebri sono stati gli sfondi architettonici per la Galleria degli Uffizi, dipinti insieme a Giuseppe Nicola Nasini, opera commissionata dal Granduca Cosimo III de' Medici e durata dal 1696-1699 e quelli per Palazzo Pitti decorati insieme al veneziano Sebastiano Ricci. Con l'arrivo del Ricci a Firenze la pittura cambiò registro e dal tardo barocco si passò al rococò. Gli affreschi di palazzo Pitti furono decorati per volere del gran principe Ferdinando de' Medici, figlio sfortunato del granduca Cosimo III, ma che si circondò dei maggiori artisti del suo tempo e Giuseppe Tonelli fu tra questi.
Fra gli storici dell'arte del Sette-Ottocento di Tonelli si parla poco e spesso male. Luigi Lanzi lo cita fra una lista di allievi del Chiavistelli insieme a Lorenzo del Moro, Rinaldo Botti e Benedetto Fortini, tutti pittori quadraturisti di un certo rilievo, ma non parla dei suoi lavori. Mentre per Stefano Ticozzi fu:
(Stefano Ticozzi, Dizionario degli architetti, scultori, pittori: intagliatori in rame ed in pietra, coniatori di medaglie, musaicisti, niellatori, intarsiatori d'ogni età e d'ogni nazione, Volumi 3-4, 1830)
Fra le sue opere, oltre alle decorazioni dei palazzi Medicei di Pitti e degli Uffizi, villa Bellavista nei pressi di Borgo a Buggiano nel territorio pistoiese, dipinta insieme a Stefano Papi. Insieme a Matteo Bonechi dipinse invece le strutture architettoniche per il soffitto della chiesa di Sant'Egidio. Fece delle prospettive architettoniche anche per la cantoria dell'ex convento di San Francesco de' Macci, ma che sono scomparse durante un rifacimento moderno della chiesa oggi passata ad altro uso.
Un lavoro decorativo a più mani si trova nella medicea villa di Lappeggi fatta insieme ai migliori quadraturisti della scena fiorentina di inizio Settecento: Rinaldo Botti, Lorenzo del Moro e Stefano Papi.
Con il Papi, che fu il suo maggior collaboratore, lavorò anche nella chiesa di Santa Maria di Candeli per l'affresco della Gloria della Vergine di Niccolò Lapi nel 1703.
Fu anche un buon disegnatore, soprattutto di architetture e ornamenti, un notevole corpus di suoi disegni si trovano oggi in varie collezioni oltre che al Gabinetto dei disegni e delle stampe degli Uffizi e la Biblioteca Marucelliana di Firenze.
Sempre con Sebastiano Ricci fece le quadrature architettoniche per il soffitto di palazzo Fenzi e quelli di Alessandro Gherardini nella chiesa di Santa Maria degli Angeli.
Giuseppe Tonelli morì nel 1732, probabilmente a Firenze. Fra i suoi allievi il quadraturista Pietro Anderlini.